# Гарві Кушинг
Га́рві Ві́льямс Ку́шинг (англ. Harvey Williams Cushing; 8 квітня 1869 — 7 жовтня 1939) — американський нейрохірург. Піонер хірургії мозку, вперше описав синдром і тріаду Кушинга. Його часто називають «батьком сучасної нейрохірургії».

## Біографія
Народився в Клівленді, штат Огайо. Його батьк були Бессі Вільямс і Кірке Кушинг, лікар, чия родина приїхала до Хінгема, штат Массачусетс, як пуритани в XIX столітті. Гарві був молодшим з десяти дітей.
У дитинстві Кушинг взяв участь у Клівлендській школі мануального тренування, що зацікавило його до науки і медицини. Акцент школи на експериментальній підготовці і «фізично-орієнтованому» підході до освіти відіграв важливу роль у спрямуванні Кушинга до хірургії. Окрім цього, він з дитинства захоплювався малюванням, що у подальшому дало йому можливість створити значний ілюстративний матеріал у наукових роботах та чернетках.
У вісімнадцятирічному віці Кушинг вступив у Єльський коледж. Закінчивши чотирирічне навчання в ньому, він отримав ступінь бакалавра гуманітарних наук в 1891 році. У коледжі він також був членом багатьох клубів. Надалі він поступив до Гарвардської вищої медичної школи.
По її закінченню в 1895 році він проходив спеціалізацію у Массачусетському головному госпіталі, а потім, під керівництвом відомого хірурга Вільяма Стюарта Голстеда — у лікарні Джона Хопкінса (Балтімор). За час своєї кар'єри він також працював хірургом у госпіталі імені Пітера Брігема в Бостоні, а також професором хірургії Гарвардської вищої медичної школи. Під час першої світової війни він деякий час провів у Франції, у військовому госпіталі, розгорнутому в Неллі, в околицях Парижа, а потім з 1917 по 1919 рік був головним лікарем гарнізонного госпіталю № 5. З 1933 року і до самої смерті він працював в Єльському університеті.
Одружився з Катаріною Стоун Кроуелл 10 червня 1902 року, у них було 5 дітей. Кушинг помер у 1939 р. від інфаркту міокарда, і похований на кладовищі Лейк В'ю у Клівленді.

## Досягнення
На початку XX сторіччя Кушинг розробив багато хірургічних технологій для операцій на мозку. Це дозволило йому стати незаперечним лідером і експертом у цій галузі. Під його впливом нейрохірургія стала новою і автономною хірургічною дисципліною.
У Массачусетському головному госпіталі він спільно зі своїм другом і колегою Ернестом Аморі Кодменом (англ. Ernest Amory Codman, 1869—1940) створив першу анестезіологічну карту («The ether chart»), увійшовши в історію медицини як основоположник анестезіологічного моніторингу. Ідея створення цієї карти виникла після наркозної смерті одного пацієнта під час хірургічного втручання. У карті наводилися короткі відомості про пацієнта, особливості операції, і реєструвалися такі важливі параметри стану хворого як пульс і частота дихання через кожні 5 хвилин наркозу, опис кольору обличчя хворого, дані вимірювання температури пацієнта. Карти також забезпечувалися короткими коментарями про характер операції, кількості використаного для наркозу ефіру, і т. д. Це нововведення незабаром дозволило значно знизити в Массачусетському головному госпіталі число смертей від наркозу.
Вперше застосував рентгенівські промені для діагностики неврологічної патології головного мозку.
У 1901 році, будучи в Італії, Кушинг ознайомився в клініці Сципіоне Ріва-Роччі з принципом роботи і пристроєм ртутного сфігмоманометра Ріва-Роччі. Він ретельно перемалював у свій щоденник конструкцію приладу. Повернувшись у вересні 1901 року до США, він почав рекомендувати даний діагностичний метод для впровадження в практику госпіталю Джона Хопкінса. І вже у 1902 році Кушинг ввів вимірювання артеріального тиску як обов'язковий метод контролю за станом хворих під час операції.
Кушингу медицина зобов'язана народженням термінів «місцева анестезія» і «комбінована загальна анестезія». Саме Кушинг вперше ввів посаду сестри-анестезистки.
У 1907 році вперше у світі використав стетоскоп як прекардіальний монітор для «безперервного вислуховування серцевого і дихального ритму протягом усієї анестезії».

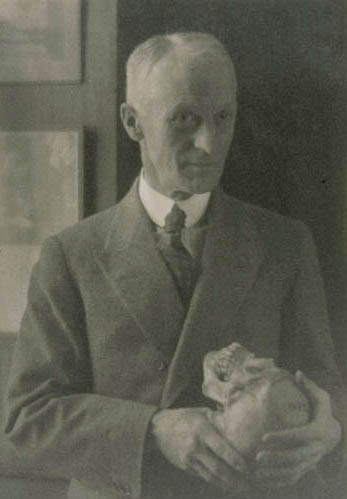
Гарві Кушинг, Доріс Ульман, 1920-ті

Під час подорожі до Європи під керівництвом Теодора Кохера вивчав взаємозв'язок систолічного артеріального тиску і внутрішньочерепного. Під час цих досліджень він спільно з Х'юго Кронекером (англ. Hugo Kronecker, 1839—1914) виявив феномен підвищення артеріального тиску, головним чином систолічного, при збільшенні внутрішньочерепного тиску. Згодом результати цієї роботи підштовхнули його до виявлення та опису рефлексу (тріади) Кушинга — синдрому підвищеного артеріального тиску, головним чином систолічного, брадикардії (до 50-60 в 1 хв) і брадипное при збільшенні внутрішньочерепного тиску. Даний синдром спостерігається при черепно-мозковій травмі, пухлинах мозку, інсульті й обумовлений подразненням життєво важливих центрів стовбура мозку. Підвищення артеріального тиску виконує в цьому випадку захисну роль, сприяючи посиленню кровопостачання мозку.
Тільки з приводу пухлин головного мозку (підтверджених гістологічно) ним було виконано понад 2000 операцій.
Запровадив електрокоагуляцію в нейрохірургії. Велика частина роботи була виконана спільно з доктором фізичних наук Вільямом Бов'є (англ. William Bovie). Про важливість впровадження електрокоагуляції свідчить те, що до її застосування в практиці Кушинга летальність при видаленні пухлини досягала 27,7 %. Після того, як у клініці Кушинга стала застосовуватися «електрохірургія», летальність при видаленні пухлин знизилася до 8,9 %.
Найбільш часто ім'я Кушинга згадується у контексті хвороби Кушинга. У 1912 році він описав ендокринологічний синдром, який спричинює підвищена продукція гіпофізом АКТГ, назвавши його «полігландулярний синдром» (англ. polyglandular syndrome). Підсумувавши свої спостереження в 1932 році, він опублікував роботу «Базофільні аденоми гіпофіза та їх клінічні прояви».
У 1926 році Харві Кушинга нагороджено Пулітцерівською премією за книгу «Біографія або Автобіографія», що описує життя одного з відомих лікарів сера Вільяма Ослера. У 1930 році удостоєний медалі Джозефа Лістера за внесок у хірургію.